# برونو غواردا
برونو غواردا (6 فبراير 1986 ببيراسيكابا في البرازيل - ) هو لاعب كرة قدم برازيلي في مركز الوسط. لعب مع كولورادو رابيدز ونادي دالاس ودالاس تورنايدو وDFW Tornados ‏.

## روابط خارجية
- برونو غواردا على موقع الدوري الأمريكي (الإنجليزية)
- برونو غواردا على موقع قاعدة بيانات كرة القدم.إي يو (الإنجليزية)